# 镇江西站
镇江西站位于中国江苏省镇江市润州区中山北路西侧朱方路北侧的车站路（车站路往西与京畿路和伯先路相连，通向原来镇江市区的港口），是京沪铁路的一个车站。镇江西站原来为客货两用车站，1978年因京沪铁路南移镇江新客站开通后只办理货运业务。2003年因车站线路影响交通而被拆除。2010年在原址基础上修建了中山广场，以纪念孙中山先生两次在此下车考察镇江。

## 历史
1906年，由两江总督端方奏请清廷拨款，建镇江站于牌湾西端。车站设有有总面积283平方米的站房8间，康有为女弟子萧娴书“镇江”二字。此外，车站还设有通往长江边码头的支线，供铁水联运用。1936年12月，车站增建售票处2间，天桥1座。至1949年为止，整个车站的站舍包括售票处、候车室、行李房共500余平方米。
1954年，政府新建600平方米候车室和600平方米的行包房到达库，以及行李房、母子候车室等，使面积增加到1600平方米，冰心（谢婉莹）书“镇江”二字。后又增建天桥1座。1958年，车站上下行自高资至三山区间开始复线化工程，工程于1959年12月竣工。
1967年9月11日，镇江“联指部”在镇江火车站擅自编组客车1列，载运武器、人员，支持常州“造反派”打回常州，致使沪宁铁路中断11天。
1978年沪宁铁路镇江新线建成通车，镇江新客站投入运营。车站西侧路轨拆除，同时并停办客运业务并车站更名镇江西站，并入扩建完成的镇江南站（现镇江东站）。
2003年因京沪铁路南移和影响交通随同京沪铁路旧线拆除，同时在镇瑞铁路新建上隍站货场以作补偿。
2012年在原址的基础上，建成了中山广场以纪念中国的国父孙文（中山先生）。孙中山两次（1912年和1919年）在镇江西站下车到镇江演讲和考察。中山广场中央，建有花岗岩大理石砌成的中山塔，上面刻有孙中山一生的人生信念和名言。广场的一侧展有一列蒸汽式火车头，被令名为中山号。火车下方铺有一段铁轨铁轨直面当时沪宁铁路上惟一一条隧道：宝盖山隧道。火车头旁边还有民国时候保留至今的火车站站房和候车室。